# گرندبورو
گرندبورو (به انگلیسی: Grandborough) یک روستا و محله مدنی در بریتانیا است که در Rugby واقع شده‌است. گرندبورو ۴۲۴ نفر جمعیت دارد.